# Luiz Mattar
Luiz Mattar (São Paulo, 18 de agosto de 1963) é um empresário e ex-tenista profissional brasileiro. Com sete conquistas em torneios da Associação de Tenistas Professionais é o segundo tenista brasileiro, depois de Gustavo Kuerten, com mais títulos da ATP na carreira.
Iniciou a carreira profissional somente aos 22 anos, ao contrário da maioria dos tenistas que começam a carreira aos 18 anos ou antes, após trancar a matrícula no último ano de engenharia na Universidade Presbiteriana Mackenzie.
Foi treinado por Paulo Cleto do início ao fim de sua carreira. Chegou a dizer que não podia se ver treinando com outro técnico. É considerado por diversos analistas esportivos, críticos de tênis e antigos tenistas como um dos dez maiores tenistas brasileiros da Era Aberta.

## Carreira
Antes de ter projeção internacional investiu na carreira em treinamentos duros e viagens difíceis, como quando jogou na Nigéria por três semanas, onde ele, o técnico Paulo Cleto e o tenista Dácio Campos passaram maus bocados, inclusive fome.
Em 1987, ele ainda era uma promessa quando chegou à final do ATP do Guarujá, que praticamente abria a temporada internacional. No piso sintético, mero 96º do mundo, surpreendeu o amigo e parceiro de treinos Cássio Motta, que vivia sua melhor fase e estava no 48º posto, muito mais experiente. Nico tirou de Cássio sua maior chance de ganhar um torneio de primeiro nível e iniciou ali a arrancada da carreira. Naquele mesmo 1987, ganhou de mais cinco top 50, entre eles o número 16 Emilio Sanchez, virou herói da ascensão brasileira ao Grupo Mundial da Copa Davis e foi ainda finalista dos GPs de São Paulo (para Jaime Yzaga) e de Itaparica (para Andre Agassi), terminando a temporada como 38º.
Mattar também foi o vencedor da outra final totalmente brasileira, ocorrida em São Paulo, novamente sobre piso sintético, desta vez em cima da revelação Jaime Oncins, também seu parceiro de treinos (Nico, Motta e Oncins eram todos treinados por Paulo Cleto em seus melhores momentos). Ao contrário de 1987, Nico estava agora praticamente reiniciando sua carreira, que sofrera grande abalo no ano anterior devido à morte trágica do irmão Ronald. Antes do título em São Paulo, ele venceu um challenger na Espanha (seu primeiro título internacional) e foi finalista em outro nos EUA, além de ter chegado à semi da Davis naquela história campanha em cima de Alemanha e Itália. Retornava assim ao top 50.
Por fim, Nico também estava presente no domingo histórico de 7 de março de 1994, quando dois brasileiros disputaram simultaneamente finais de ATP. Ele perdeu em Scottsdale diante de Andre Agassi - numa campanha notável, que incluiu vitórias sobre cinco top 90, dois top 35, entre eles MaliVai Washington -, enquanto o paulista Roberto Jábali surpreendeu todo mundo e decidiu na Cidade do México contra Thomas Muster, então 11 do mundo. Enquanto Nico aproveitaria a fase e ganharia logo depois o ATP de Coral Springs (o sétimo da carreira e o primeiro fora do Brasil), Jábali subiu para 162, chegou a 130 dois anos depois, mas nunca conseguiu explodir como se esperava dele, semifinalista juvenil de Roland Garros.

## Torneios
Filho de Fuad Mattar, foi vencedor do Torneio de São Paulo de Tênis em 1992 e tricampeão (1987, 1988 e 1989) do também extinto Torneio do Guarujá de Tênis.
Em 1987 foi vice no extinto Torneio de Itaparica de Tênis, derrotado por Andre Agassi, que na época tinha apenas dezessete anos. Ainda perdeu para Agassi a final do Scottsdale em 1994.

## Títulos em Torneios da ATP

### Títulos em Simples (07)
- 1987 - Guarujá - quadras duras
- 1988 - Guarujá - quadras duras
- 1989 - Guarujá - quadras duras
- Rio de Janeiro - carpete outdoors
- 1990 - Rio de Janeiro - carpete outdoors
- 1992 - São Paulo - quadras duras
- 1996 - Delray Beach Open- "America's Red Clay Championship" - quadras de saibro em simples

### Finalista em Simples (04)
- 1987 - Itaparica - quadras duras
- São Paulo - quadras duras
- 1990 - Guarujá - quadras duras
- 1994 - Scottsdale - quadras duras

### Títulos em Duplas (05)
- 1987 - Guarujá com Cássio Motta - duras
- Genebra com Ricardo Acioly - saibro
- 1991 - Wellington com Nicolás Pereira - duras
- 1992 - Florença com Marcelo Felippini - saibro
- 1994 - Montevideo com Marcelo Felippini - saibro

### Finalista em Duplas (06)
- 1990 - Guarujá com Cássio Motta -
- Florença com Diego Perez
- São Paulo com Mark Koervemans
- 1991  Madrid com Jaime Oncins - saibro
- Bolonha com Jaime Oncins - saibro
- 1992 Tampa com Andrei Olhovskiy - saibro

## Torneios Challengers
- Títulos: 09
- Finalista: 06

## Ranking
- A melhor posição de Luiz Mattar no ranking foi o 29º lugar em simples (em 1989), e número 55 em duplas (em 1991).

## Vida pós-tênis
Após se aposentar, aos 32 anos, Mattar passou a dedicar-se à carreira de empresário. Atualmente é presidente da TIVIT, empresa de terceirização de tecnologia e serviços.